# Église Saint-Avit de Lacapelle-Biron
L'église Saint-Avit est une église catholique située à Lacapelle-Biron, en France.

## Localisation
L'église est située dans le département français de Lot-et-Garonne, au hameau de Saint-Avit sur le territoire de la commune de Lacapelle-Biron.

## Historique
L'église a été construite au XIIIe siècle et modifiée légèrement au XVe siècle. C'est un prieuré en 1520.
Selon la tradition, Bernard Palissy a été baptisé dans cette église.
L'édifice est classé au titre des monuments historiques en 1954.